# غزبر (صوغان)
غزبر (بالفارسية: گزبر) هي منطقة سكنية تقع في إيران في قسم صوغان الريفي.